# Илебер
Илебер (тат. Иләбәр) — деревня в Сабинском районе Республики Татарстан, в составе Изминского сельского поселения.

## География
Деревня находится на реке Меша, в 10 км к северу от районного центра — посёлка городского типа Богатые Сабы.

## История
Первоисточники упоминают о деревне с 1678 года.
В сословном плане, в XVIII веке и вплоть до 1860-х годов, жителей деревни причисляли к государственным крестьянам. Их основные занятия в этот период — земледелие и разведение скота, были распространены портняжный и валяльно-войлочный промыслы.
По сведениям из первоисточников, в начале XX столетия в деревне действовали мечеть, мектеб, водяная мельница, 2 мелочные лавки. В этот период земельный надел сельской общины составлял 782,5 десятины.
До 1920 года деревня входила в Букмышскую волость Мамадышского уезда Казанской губернии. С 1920 года в составе Мамадышского кантона ТАССР. С 10 августа 1930 года в Сабинском, с 19 февраля 1944 года в Чурилинском, с 14 мая 1956 года в Сабинском районах.
В 1929 году в деревне был организован первый колхоз, с 1994 года деревня в составе коллективного предприятия, с 2003  — крестьянских (фермерских) хозяйств, с 2006 — общества с ограниченной ответственностью «Алтын Саба-М». С 2016 года действует общество с ограниченной ответственностью «Игенче».
В 2000—2010 годах в деревне работала начальная школа.

## Население
| 1782 | 1859 | 1897 | 1908 | 1920 | 1926 | 1938 | 1949 | 1970 | 1979 | 1989 | 2002 | 2010 | 2020 |
| ---- | ---- | ---- | ---- | ---- | ---- | ---- | ---- | ---- | ---- | ---- | ---- | ---- | ---- |
| 52   | 294  | 461  | 494  | 549  | 470  | 459  | 379  | 302  | 310  | 474  | 436  | 481  | 562  |

Национальный состав села — татары.

## Экономика
Жители занимаются преимущественно растениеводством и животноводством.

## Инфраструктура
Действуют дом культуры (в 1970 г. открыт клуб), библиотека (с 1954 г.), детский сад (с 2013 г.), фельдшерско-акушерский пункт.

## Религия
Мечеть (с 1995 г.).